# Kardamom
Kardamom je začin načinjen od sjemenki nekoliko vrsta biljaka rodova Amomum i Elettaria iz porodice Đumbirovki. Oba roda autohtona su na Indijskom potkontinentu i u Indoneziji. Prepoznatljivi su po malenim čahurama trokutastog presjeka i vretenastog oblika. Vanjska ljuska im je tanka, a sjemenke crne. Plod iz roda Elettaria svijetlozelen je i malen, a plod iz roda Amomum veći je i smeđ.

## Opis
Uspijeva osobito na Šri Lanki i na Javi. U Indiji se troši od davnine. Iz debelog korijena izrastu 2 do 3 metra visoke biljke s postranim izdancima dugačkima do 60 cm. Cvijet je u obliku metlice. Plod je trokutast tobolac koji sadrži do 18 sjemenki. Sjemenke imaju eteričnog ulja i škroba. U prometu se mogu naći kao plodovi, sjemenke i prah. Prah je crvenkastosmeđe do do sive boje, dobiva se iz sjemenki, jer tobolac ploda u kojemu su sjemenke nema arome.

## Upotreba
Prah se stavlja u mješavine s mirodijama, u slastičarstvu, kod proizvodnje likera i za popravljanje okusa jelima. Sjemenke imaju izražen ljutkast ukus i od njih se dobiva začin. Čest je sastojak u azijskim jelima i jelima s Bliskog istoka. Upotrebljava se i u pekarskim proizvodima, osobito u Nordijskim zemljama, gdje se u Norveškoj od kardamoma pravi julekake ('božićni kolač'), u Švedskoj kardemummabullar ('peciva od kardamoma'), a u Finskoj pulla (tip slatkog kruha). Kao začin se u tim zemljama koristi i za pripravu glögga. U Njemačkoj se koristi u mramornim kolačima.

## Zanimljivosti
- Dugo se vremena kardamom češće upotrebljavao u medicini i kao miris nego kao začin. 
  - U davna su vremena Egipćani žvakanjem njegovih sjemenki izbjeljivali zube i osvježavali dah.
  - Antički Grci i Rimljani upotrebljavali su kardamom za izradu parfema.[2]

## Galerija
- Sjemenke kardamoma
- Sjemenke kardamoma
- Elettaria cardamomum